# Saliha Naciye Hanım
Saliha Naciye Hanım, född 1887, död 1923, var trettonde hustru till den osmanska sultanen Abd ül-Hamid II (regerande 1876–1909).
Hon var av abkhasiskt ursprung. 